# Centre international de culture populaire

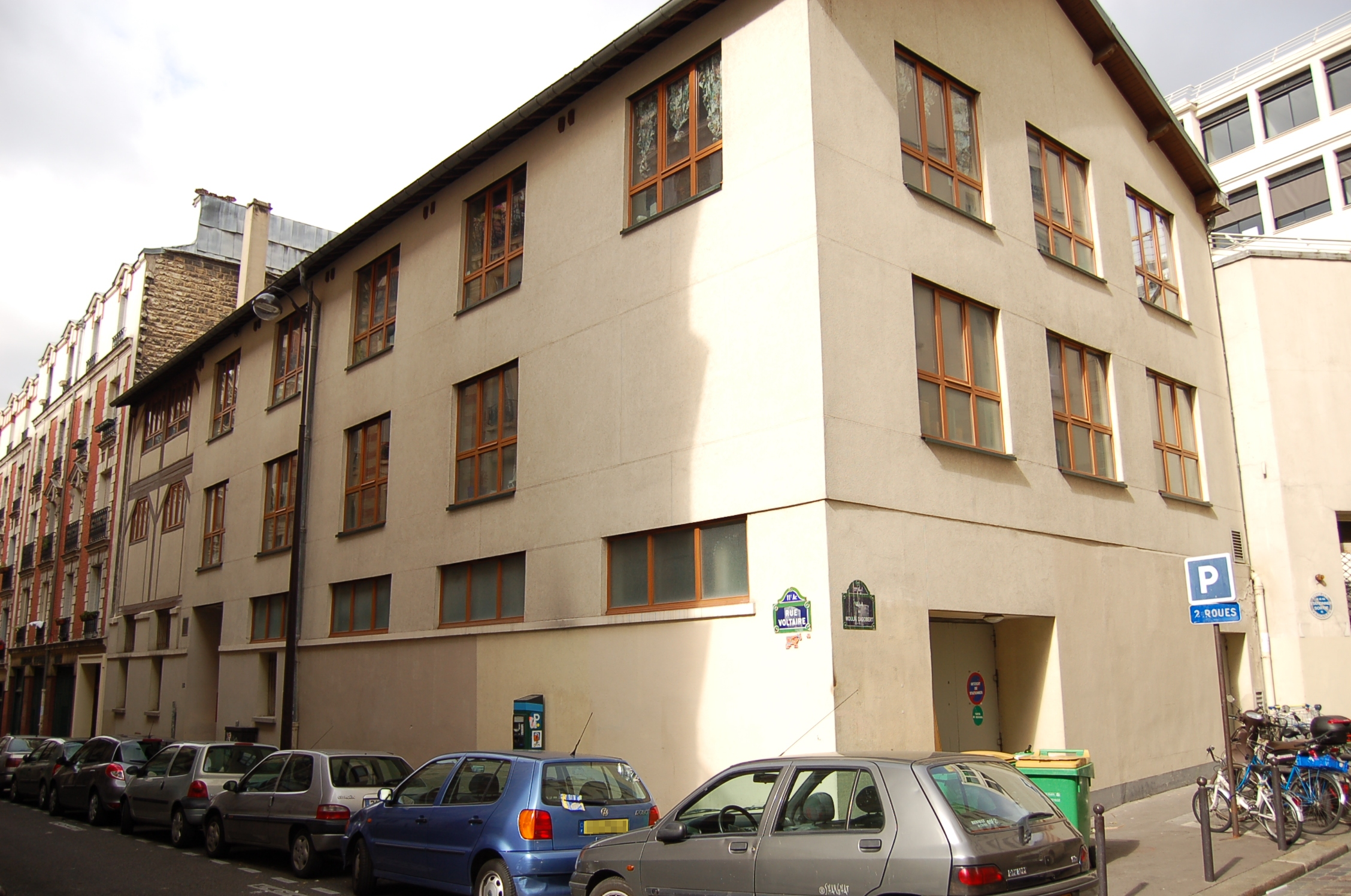
le CICP au 21 ter rue Voltaire à Paris.

Le Centre international de culture populaire (CICP) est né entre 1973 et 1976 d’une volonté politique de mettre des moyens matériels et humains à la disposition d’associations soutenant des luttes de libération nationale, défendant les Droits de l'homme, solidaires avec les travailleurs immigrés, pour faciliter leur travail et développer la solidarité.
Il fournit aux associations de solidarité internationale et aux mouvements sociaux, les moyens techniques, logistiques et matériels propres à leur permettre d’exercer leurs libertés d’activités, d’expression et de réunion, ainsi qu’à d’autres organismes tels que des centres de formation.
Il respecte la diversité des associations dont chacune définit, en complète indépendance, ses objectifs, ses activités, son fonctionnement, ses prises de position.
Anciennement situé rue Nanteuil à Paris, et fondé juridiquement en 1976 par le Centre d'études et d'initiatives de solidarité internationale (Cedetim), en juin 1994, le CICP quitte ses locaux historiques pour un immeuble plus vaste de la rue Voltaire dans le 11e arrondissement de Paris.

## Histoire de sa construction
La construction de cette structure associative est indissociable de l'histoire de la commission internationale du Parti socialiste unifié (PSU) qui édifiera le CEDETIM. Le PSU éclate au début des années 1970 et, la tendance rocardienne y devenant majoritaire, l’essentiel des animateurs du CEDETIM quittent le PSU car ils ne croient plus à la possibilité de le transformer de l'intérieur. Comme un bon nombre d'entre eux se sont engagés dans diverses structures tels le mouvement des paysans-travailleurs ou divers groupes maoïstes, le CEDETIM va devenir une sorte de centre de liaison multiorganisationel. Il change alors de nom en 1974, devenant le "Centre d’études anti-impérialistes" et participe alors aux grands mouvements mobilisant l’extrême gauche en France à cette période comme ceux développés autour du Larzac ou de la reprise autogestionnaire de l'entreprise Lip de production de montres.
Sur le plan international, le CEDETIM participe à la constitution en 1973 des Comités Chili contre la dictature d'Augusto Pinochet, qui réunissent jusqu’à 20 000 personnes. Le CEDETIM en assure la direction et la coordination de 1973 à 1976. De même, dans la fidélité avec leurs premiers engagements  africains, les fondateurs du Cedetim s’investissent à partir de 1971 dans le  soutien aux luttes de l’immigration. Ils animent les « Collectifs unitaires Français-immigrés » (CUFI) et créent en 1971 une « école des cadres de  l’immigration » qui regroupait neuf associations de  l’immigration : l’UGTSF (Union générale des travailleurs sénégalais en France, la Fédération des travailleurs d’Afrique, les  Réunionnais (UGTRF), les Portugais, les Espagnols, les  Antillais (AGTAG), Les Algériens, les Marocains et les Tunisiens.
À cette époque, les animateurs de l'association décident de monter une série de nouvelles structures utiles à tous les activistes qu'elle réunit. Ainsi la réunion de fonds par une souscription militante puis leur investissement dans une société civile immobilière leur permet d’acquérir puis d'équiper un immeuble parisien, rue Nanteuil, dans le 15e arrondissement, afin d'héberger de nombreuses associations et plusieurs comités de soutien (des comités Larzac aux nombreux comités de réfugiés et comités de libérations nationales). Ils y mettent à leur disposition une imprimerie (« l’Internationale ») et un centre de diffusion de publications (Diffusion populaire) dans lequel le jeune militant qu'est François Gèze, le futur directeur des éditions La Découverte, va faire ses premières armes. En 1976, afin d’éviter l'attention du ministre de l’Intérieur de l'époque, Michel Poniatowski, ils créent une structure associative au nom anodin pour gérer ces infrastructures, le « Centre international de culture populaire » (CICP).

### Présidents
- 1976-1980 : François Gèze
- 1980-1985 : Germaine Joinet[2]

## Liens historiques et organiques
Le CICP est lié depuis l'origine avec le CEDETIM créé formellement en 1961 et dont il a partagé les animateurs historiques qu'ont été notamment Gus et François Gèze.
De ce fait, il est logique qu'il assure la base logistique des multiples associations du réseau Initiative pour un autre monde (ou IPAM) constitué à l'initiative des acteurs du CEDETIM. Le CICP héberge en particulier dans ses locaux, outre le CEDETIM, cinq des principales associations membres de l'IPAM :
- Association internationale de techniciens, experts et chercheurs (AITEC) ;
- Agence pour la solidarité internationale, la culture et le développement (AMORCES) ;
- Assemblée européenne des citoyens (AEC), branche française du réseau Helsinki Citizens’ Assembly (hCa) ;
- Centre de documentation sur le développement, les libertés et la paix (CEDIDELP) ;
- Échanges et Partenariats (E&P).